# Choi Chul-woo
Choi Chul-woo (Jeonbuk, Corea del Sur; 30 de noviembre de 1977) es un exfutbolista de Corea del Sur que jugaba en la posición de delantero.

## Carrera

### Club
| Periodo   | Club                        |
| --------- | --------------------------- |
| 2000–2001 | Ulsan Hyundai Horang-i      |
| 2002–2003 | Pohang Steelers             |
| 2004–2006 | Bucheon SK / Jeju United    |
| 2007      | Jeonbuk Hyundai Motors      |
| 2008      | Busan IPark                 |
| 2009      | Ulsan Hyundai Mipo Dockyard |
| 2010      | Home United FC              |

### Selección nacional
Jugó para Corea del Sur en 10 ocasiones en el 2000 y anotó dos goles; participó en los Juegos Olímpicos de Sídney 2000 y en la Copa Asiática 2000.

## Estadísticas

### Goles con selección nacional
| Fecha    | Sede                | Rival               | Resultado | Torneo                                   |
| -------- | ------------------- | ------------------- | --------- | ---------------------------------------- |
| 7-4-2000 | Seúl, Corea del Sur | Mongolia            | 6–0       | Clasificación para la Copa Asiática 2000 |
| 7-6-2000 | Teherán, Irán       | Macedonia del Norte | 2–1       | 2000 LG Cup                              |